# Roland 138 BPM
Roland 138 BPM (* 1964 als Roland May) ist ein deutscher Techno-DJ und -Musiker.
Roland 138 BPM gilt als Pionier der deutschen Techno-Szene. Neben Tanith war er 1990/1991 einer der Resident-DJs der einflussreichen Tekknozid-Veranstaltungen. Er gehörte zu den ersten Resident-DJs des Berliner Clubs Tresor, des Berliner Bunker und des Walfischs.
Der vor allem für sein präzises Mixing bekannte DJ erhielt den Namenszusatz 138 BPM dafür, dass seine Mixe grundsätzlich auf hohe BPM-Zahlen getunt waren. Es begann mit Roland 128 BPM, steigerte sich Mitte 1991 auf 138 BPM, bis er durch seine Vorliebe für schnelle Gabber-Sounds letztlich Roland BPM unlimited genannt wurde. Roland BPM war in den Anfangsjahren einer der bekanntesten und beliebtesten DJs Berlins. Er spielte auch auf einigen Festivals, Raves und in vielen Clubs. Sein Kultstatus blieb jedoch auf Berlin beschränkt.
Für verschiedene Compilations produzierte er einige Musikstücke, teilweise in Kooperation mit Mijk van Dijk oder Alex Weißer.
Mitte der 1990er Jahre zog es ihn in die damals sehr starke Goa-Trance Szene nach Hamburg, hier legte er u. a. als Resident-DJ auf den Waldheim-Trance-Partys im damaligen Powerhouse auf St. Pauli auf.
Später zog er sich aus der Techno-Szene zurück, verkaufte seine Plattensammlung und arbeitet seither als Altenpfleger. Sporadisch tritt er noch als DJ auf, so unter anderem von 2007 bis 2011 einmal jährlich bei der Berliner Veranstaltungsreihe Back to Basics.